# OCR-A
OCR-A (o anche USASI-A) è un set di caratteri monospazio, il primo ad essere specificatamente sviluppato per semplificare il processo di riconoscimento ottico (OCR) da parte di macchine.

## Storia
Il progetto risale al 1966 quando l'American Type Founders lo sviluppò secondo le specifiche emanate dell'U.S. Bureau of Standards. Attualmente risponde anche allo standard statunitense ANSI X-3.17-1981 (size I) del 1981, allo standard tedesco DIN 66008 e l'ISO 1073-1:1976. Il suo set di caratteri comprende alcuni simboli (hook it. uncino, chair it. sedia, fork it. forchetta) per uso in ambito bancario le cui relative codifiche secondo l'Unicode 5.0 sono U+2440, U+2441 e U+2442.

Caratteri speciali dell'OCR-A

L'American National Standards Institute mette a disposizione a pagamento, tramite il suo sito, il documento X3.17-1977 che descrive tecnicamente le caratteristiche del font.

## Forma
La struttura delle sue lettere è stata "distorta" per facilitarne il riconoscimento automatico, a tutto vantaggio degli apparati preposti; questo però rende più difficile il riconoscimento da parte dell'occhio umano. Anche se il suo ambito doveva essere originariamente limitato al campo bancario proprio grazie al fatto di avere un design "tecnologico" è stato spesso usato nella pubblicità.
Un altro font che è stato sviluppato in Europa per gli stessi scopi è l'OCR-B.

## Spazi, cifre e caratteri senza accenti
OCR-A usa le codifiche Unicode U+0020 per gli spazi, da U+0030 a U+0039 per i numeri decimali, da U+0041 a U+005A per le lettere maiuscole senza accento e da U+0061 a U+007A per le lettere minuscole senza accento.

### Caratteri speciali
Oltre ai numeri e alle lettere ci sono altri caratteri compatibili con OCR-A
| Nome                      | Simbolo                                | Unicode |
| ------------------------- | -------------------------------------- | ------- |
| Punto Esclamativo         | Exclamation Mark                       | U+0021  |
| Virgolette                | Quotation Mark                         | U+0022  |
| Numero                    | Number Sign                            | U+0023  |
| Dollaro                   | Dollar Sign                            | U+0024  |
| Percentuale               | Percent Sign                           | U+0025  |
| E Commerciale             | Ampersand                              | U+0026  |
| Apostrofo                 | Apostrophe                             | U+0027  |
| Parentesi Sinistra        | Left Parenthesis                       | U+0028  |
| Parentesi Destra          | Right Parenthesis                      | U+0029  |
| Asterisco                 | Asterisk                               | U+002A  |
| Più                       | Plus Sign                              | U+002B  |
| Virgola                   | Comma                                  | U+002C  |
| Trattino                  | Hyphen-Minus                           | U+002D  |
| Punto                     | Full Stop (Period)                     | U+002E  |
| Slash                     | Solidus (Slash)                        | U+002F  |
| Due Punti                 | Colon                                  | U+003A  |
| Punto e Virgola           | Semicolon                              | U+003B  |
| Minore                    | Less-Than Sign                         | U+003C  |
| Uguale                    | Equals Sign                            | U+003D  |
| Maggiore                  | Greater-Than Sign                      | U+003E  |
| Punto di Domanda          | Question Mark                          | U+003F  |
| Chiocciola                | Commercial At                          | U+0040  |
| Parentesi Quadra Sinistra | Left Square Bracket                    | U+005B  |
| Backslash                 | Reverse Solidus                        | U+005C  |
| Parentesi Quadra Destra   | Right Square Bracket                   | U+005D  |
| Accento Circonflesso      | Circumflex Accent                      | U+005E  |
| Tratto Basso              | Low Line                               | U+005F  |
| Accento Grave             | Grave Accent                           | U+0060  |
| Parentesi Graffa Sinistra | Left Curly Bracket                     | U+007B  |
| Linea Verticale           | Vertical Line                          | U+007C  |
| Parentesi Graffa Destra   | Right Curly Bracket                    | U+007D  |
| Tilde                     | Tilde                                  | U+007E  |
| Lira                      | Pound Sign                             | U+00A3  |
| Yen                       | Yen Sign                               | U+00A5  |
| A maiuscola con Dieresi   | Latin Capital Letter A with Dieresis   | U+00C4  |
| A maiuscola con Anello    | Latin Capital Letter A with Ring Above | U+00C5  |
| AE maiuscolo              | Latin Capital Letter AE                | U+00C6  |
| N maiuscola con Tilde     | Latin Capital Letter N with Tilde      | U+00D1  |
| O maiuscola con sbarra    | Latin Capital Letter O with Stroke     | U+00D8  |
| O minuscola con dieresi   | Latin Small Letter O with Dieresis     | U+00F6  |
| U minuscola con dieresi   | Latin Small Letter U with Dieresis     | U+00FC  |
| OCR Hook                  | OCR Hook                               | U+2440  |
| OCR Chair                 | OCR Chair                              | U+2441  |
| OCR Fork                  | OCR Fork                               | U+2442  |

## OCR-A Extended
OCR-A Extended è una versione estesa dei caratteri OCR-A con 251 simboli, di cui 62 composti. L'extended supporta le seguenti lingue:
- Francese
- Tedesco
- Italiano
- Portoghese
- Olandese
- Spagnolo
- Islandese
- Norvegese
- Danese
- Finlandese
- Svedese
- Albanese